# Michał Swoboda
Michał Zbigniew Swoboda (ur. 24 września 1910 w Kolbuszowej, zm. 15 stycznia 1982 w Poznaniu) – polski filolog klasyczny, literaturoznawca-latynista, znawca poezji augustowskiej, autor prac naukowych z zakresu latynistyki i współautor czterotomowego Słownika grecko-polskiego pod redakcją Zofii Abramowiczówny.

## Życiorys
Urodził się 24 września 1910 roku w Kolbuszowej w rodzinie Władysława Ernesta Swobody, urzędnika skarbowego, i Emmy Ludmiły z domu Ergietowskiej, nauczycielki. W rodzinnej miejscowości ukończył w roku 1929 Prywatne Gimnazjum Klasyczne należące do Okręgu Szkolnego Lwowskiego z siedzibą kuratora we Lwowie, w którym w tym czasie (rok szkolny 1928-1929) uczył języka polskiego poeta Mieczysław Jastrun, a wcześniej starszy brat poety, dr Jerzy Gierowski. Studiował filologię klasyczną na Uniwersytecie Jagiellońskim w Krakowie. Jego nauczycielami akademickimi byli sławni profesorowie Leon Sternbach, Tadeusz Sinko i Seweryn Hammer. W 1934 roku otrzymał tytuł magistra z zakresu filologii klasycznej na podstawie pracy De metaphoris Plautinis et Terentianis (UJ). W 1935 roku podjął pracę w Państwowym Gimnazjum, później Liceum im. Jana Kasprowicza w Inowrocławiu, gdzie uczył m.in. historyka, prof. Mariana Biskupa, wspominającego Swobodę jako dobrego nauczyciela i świetnego znawcę Cycerona, oraz socjologa, autora prac o hotelarstwie i turystyce, Tadeusza Tulibackiego, który poświęcił swemu nauczycielowi specjalną monografię (zob. bibliografia). W czasie okupacji hitlerowskiej został uwięziony w charakterze zakładnika, a po zwolnieniu z więzienia wysłany na przymusowe roboty polne do majątku Dobiesławice. Następnie, wysiedlony do Tarnowa, był nauczycielem i członkiem Komisji Egzaminacyjnej w zorganizowanym tajnym nauczaniu oraz robotnikiem w firmie Sägewerk und Schuhleistenfabrik Pariser und Weiss. W fabryce pracował przez jeden rok. Po kontuzji ręki objął stanowisko księgowego w Radzie Głównej Opiekuńczej w Tarnowie; funkcję tę wykonywał aż do momentu wyzwolenia. Po oswobodzeniu Tarnowa brał udział w organizowaniu szkolnictwa średniego na terenie tego miasta, lecz już w marcu 1945 wrócił do Inowrocławia, gdzie ponownie podjął pracę w szkole im. Jana Kasprowicza, ucząc (do 1957) łaciny, greki i logiki oraz wznawiając (w 1952) działalność szkolnego kółka dramatycznego. Po latach wspominali go z sentymentem Jego ówcześni uczniowie – historyk prof. Benon Miśkiewicz (rektor UAM w latach 1972–1981) oraz prymas Józef Glemp. W 1947 roku uzyskał stopień doktora nauk humanistycznych na podstawie rozprawy De fontibus fabularum (UJ, promotor: prof. dr Gustaw Przychocki). W 1957 roku został mianowany adiunktem przy Katedrze Filologii Klasycznej Uniwersytetu Mikołaja Kopernika w Toruniu, gdzie w 1961 przeprowadził habilitację na podstawie rozprawy Proverbia Ciceroniana quatenus antiquam παροιμίας usu confirment. W październiku 1961 roku rozpoczął pracę docenta w Katedrze, później Instytucie Filologii Klasycznej Uniwersytetu im. Adama Mickiewicza w Poznaniu.

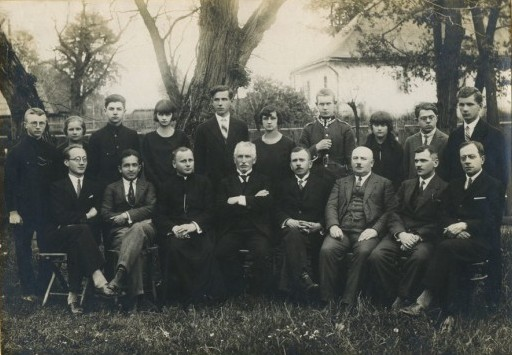
Michał Swoboda w dniu ukończenia Gimnazjum Klasycznego w Kolbuszowej
(27 maja 1929; pierwszy z lewej strony w drugim rzędzie)

W latach 1963–1964 był kierownikiem studium eksternistycznego przy Wydziale Filologicznym UAM.
Od 1964 do 1968 piastował urząd prodziekana do spraw studiów dla pracujących, a w latach 1968–1972 dziekana Wydziału Filologicznego UAM. W 1969 uzyskał tytuł profesora nauk humanistycznych. Od roku 1969 do 1974 kierował Katedrą Filologii Klasycznej UAM. W 1976 roku otrzymał nominację na profesora zwyczajnego. Był inicjatorem wydawnictwa Symbolae Philologorum Posnaniensium oraz przewodniczącym Komisji Filologicznej Poznańskiego Towarzystwa Przyjaciół Nauk. Był promotorem prac doktorskich Michała Kaczmarkowskiego (profesora Katolickiego Uniwersytetu Lubelskiego Jana Pawła II) oraz Jerzego Danielewicza (profesora UAM) wspominającego swego nauczyciela jako znakomitego uczonego, doskonałego pedagoga i wspaniałego wychowawcę młodzieży, który wymagał wiele od innych, ale przede wszystkim od siebie. Profesor Swoboda zmarł 15 stycznia 1982 roku w Poznaniu, półtora roku po przejściu na emeryturę. Spoczywa na cmentarzu komunalnym na Junikowie w Poznaniu.

## Działalność naukowa
Dorobek naukowy prof. Swobody obejmuje ponad 50 publikacji. Dotyczą one przede wszystkim antycznej literatury łacińskiej, w szczególności zaś zagadnień komediowych i scenicznych. Prof. Swobodę zajmowały też motywy hymniczne i modlitewne w poezji rzymskiej, czego ukoronowaniem jest książka napisana wspólnie z prof. Jerzym Danielewiczem pt. Modlitwa i hymn w poezji rzymskiej, Poznań 1981. Na uwagę zasługuje fakt, że zdecydowaną większość artykułów naukowych do końca swojej działalności publikował w języku łacińskim.

## Stopnie i tytuły naukowe
- 1934: magister (UJ)
- 1947: doktor (UJ)
- 1957: adiunkt przy Katedrze Filologii Klasycznej UMK
- 1961: doktor habilitowany (UMK)
- 1961: etat docenta (UAM)
- 1969: nominacja na profesora nadzwyczajnego
- 1976: nominacja na profesora zwyczajnego

## Członkostwo w stowarzyszeniach i organizacjach
- Członek Polskiego Towarzystwa Filologicznego
- Członek Komitetu Nauk o Kulturze Antycznej Polskiej Akademii Nauk
- Członek Komisji Kultury Antycznej Poznańskiego Oddziału Polskiej Akademii Nauk
- Członek Wydziału Filologiczno-Filozoficznego Poznańskiego Towarzystwa Przyjaciół Nauk
- Członek Komisji Filologicznej Towarzystwa Naukowego w Toruniu
- Członek zarządu międzynarodowego towarzystwa naukowego Ovidianum z siedzibą w Bukareszcie

## Nagrody i wyróżnienia
- Odznaka tytułu honorowego „Zasłużony Nauczyciel PRL”
- Krzyż Komandorski Orderu Odrodzenia Polski
- Krzyż Kawalerski Orderu Odrodzenia Polski
- Złoty Krzyż Zasługi
- Medal Komisji Edukacji Narodowej
- Odznaka Honorowa Miasta Poznania
- Odznaka Honorowa Gryfa Pomorskiego

## Wybrane publikacje

### Książki
- De proverbiis a Cicerone adhibitis, Toruń 1963
- Studia scaenica Plautina et Terentiana, Poznań 1966
- Albius Tibullus, poeta elegijny, Poznań 1969
- Sextus Propertius. Szkice krytycznoliterackie, Poznań 1976
- Modlitwa i hymn w poezji rzymskiej, Poznań 1981 (wraz z Jerzym Danielewiczem)

### Artykuły naukowe
- De numero histrionum partiumque in comoediis Plautinis quaestiones, Eos 45, 1951, 149-155; Eos 47, 1954, 171-190; Eos 49, 1958/59, 83-95
- M. Tullius Cicero o konieczności gruntownego przygotowania naukowego, Języki Obce w Szkole 2, 1958, 257-263
- Dalecy potomkowie antycznych pasożytów w komediach Aleksandra Fredry, Zeszyty Naukowe Uniwersytetu Mikołaja Kopernika, Nauki Humanistyczno-Społeczne, z. 3, Filologia Polska (II), Toruń 1960, 95-126
- Starożytne określenie pojęcia παροιμία a przysłowia u Cycerona, Języki Obce w Szkole 4, 1960, 329-337
- De origine atque primordiis aulaeorum in theatro Romano, Eos 51, 1961, 301-316
- Sądy Cycerona o poezji i sztuce, Meander 17, 1962, 64-85
- De Phaedro Aesopi aemulatore, Eos 52, 1962, 325-336
- Adnotatio in Terentii Hec. 616-621, Eos 53, 1963, 123-135
- Terminologia filozoficzna u Cycerona w zakresie teorii poznania, Eos 54, 1964, 116-138
- Łacińskie ekwiwalenty epikurejskich pojęć etycznych u Cycerona, Eos 55, 1965, 120-140
- Epicureae doctrinae de deorum natura, beatitudine aeternitateque apud Ciceronem (De nat. deor. I 19, 49 sq.) interpretatio, Eos 56, 1966, 286-293
- Filozoficzna i polityczna problematyka dialogu Cycerona De natura deorum, Meander 22, 1967, 517-528
- Spór Luscjusza Lanuwinusa z Terencjuszem, Meander 24, 1969, 377-391
- Autorzy trzeciej księgi tzw. Corpus Tibullianum, Eos 58, 1969/70, 99-114
- De soliloquiorum in antiquo dramate ab Aeschyli temporibus usque ad Terentium adhibitorum munere scaenico, Eos 59, 1971, 57-76
- Elementy satyryczne i parodystyczne w komediach Plauta, Eos 60, 1972, 51-69
- Poezja Horacego jako wyraz jego poglądów i stosunku do rzeczywistości, Meander 27, 1972, 110-130
- De Panegyrico Messalae in Corpore Tibulliano asservato, Symbolae Philologorum Posnaniensium 1, 1973, 115-132
- Modlitwy i inne partie liryczne w Eneidzie Wergiliusza, Symbolae Philologorum Posnaniensium 2, 1975, 57-88
- De dei notione et trium heroum erga deos mente in Aeneide descripta, Eos 63, 1975, 61-73
- De Propertii elegiis hymnos imitantibus, Eos 65, 1977, 131-138
- De Tibulli elegiis hymnicis, Eos 65, 1977, 245-256
- De Ovidii carminum elegiacorum fragmentis hymnico-precatoriis, Eos 66, 1978, 73-90
- Quidnam Ovidius de poesi, poematis poetisque iudicaverit, Symbolae Philologorum Posnaniensium 4, 1979, 123-138
- De incantamentis et precationibus in vetustissima Romanorum poesi obviis, Roczniki Humanistyczne 27, 1979, 29-48
- De fragmentis precatorio-hymnicis apud Vergilium et poetas Latinos minores occurentibus, Eos 67, 1979, 301-319
- De Lucretii hymno Veneris sacro, Eos 68, 1980, 95-102
- De fragmentis precatorio-hymnicis apud poetas imperatorum aetate florentes, Eos 68, 1980, 285-301
- De Ausonii et Claudiani fragmentis hymnico-precatoriis, Eos 69, 1981, 83-95
- De litterarum censura apud Catullum, Eos 70, 1982, 83-101